# VandalEx

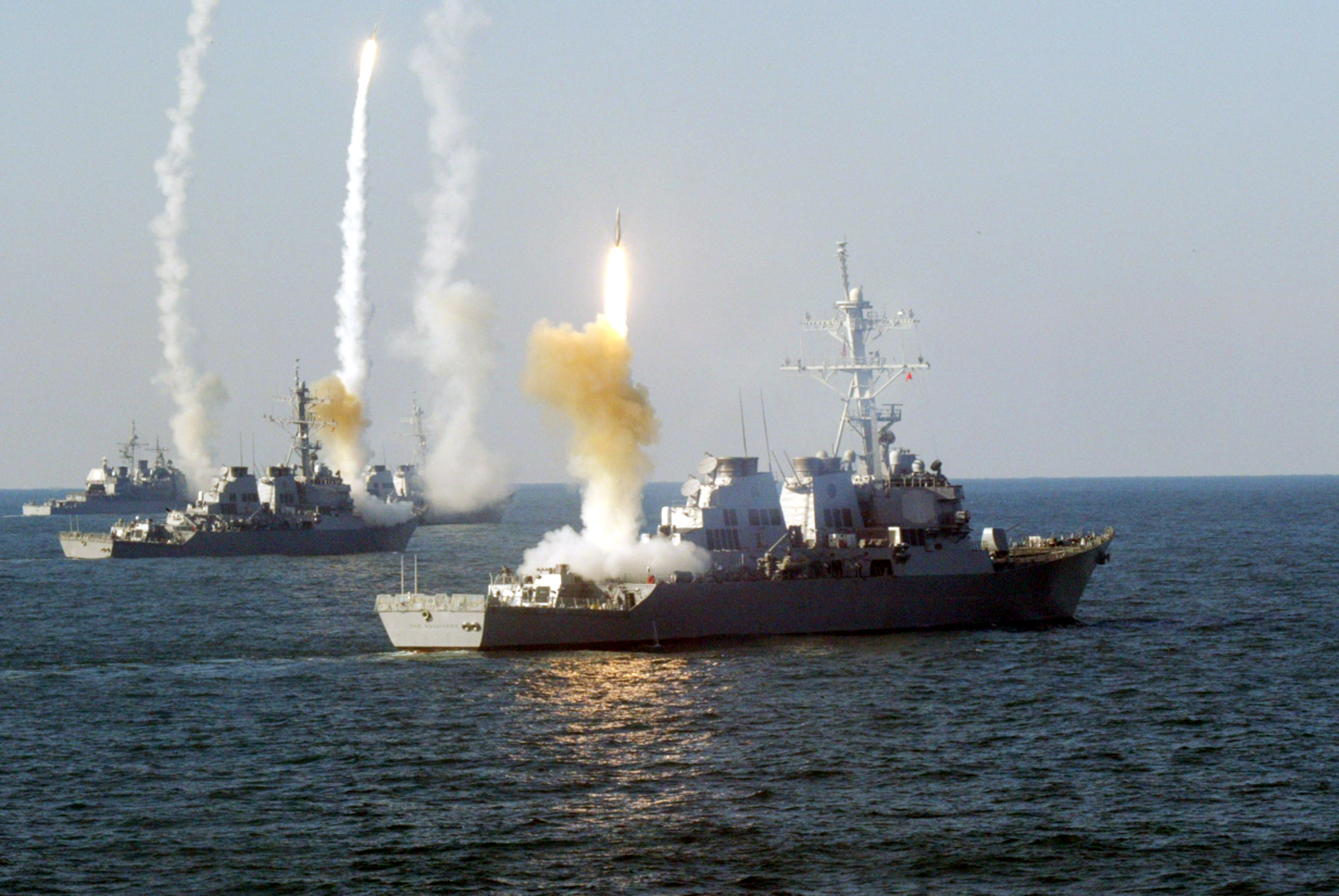
Упражнение VandalEx выполняют крейсер CG-69 «Виксбург» и эсминцы DDG-80 «Рузвельт», DDG-64 «Карни», DDG-68 «Салливанз»

VandalEx (англ. Vandal Exercise) — упражнение базового тренировочного цикла кораблей ВМС США, которое заключается в перехвате сверхзвуковой радиоуправляемой ракеты-мишени «Вандал», запущенной с береговой пусковой установки. В процессе перехвата ракета летит со скоростью 2,1 М на высоте около 15 м. В перехвате одной мишении одновременно участвуют несколько эсминцев и крейсеров ВМС США.
Упражнение не отражает всех аспектов отражения атаки сверхзвуковых противокорабельных ракет. В нём участвует одна ракета, которая не нацеливается на участвующие в упражнении корабли и не совершает манёвров уклонения. Система «Иджис» может обнаружить низколетящие крылатые ракеты на расстоянии около 50 км, что оставляет на реакцию системы ПВО не более одной минуты времени, тогда как во время упражнения направление полёта ракеты и момент пуска заранее известны.